# Jorge Villamil Cordovez

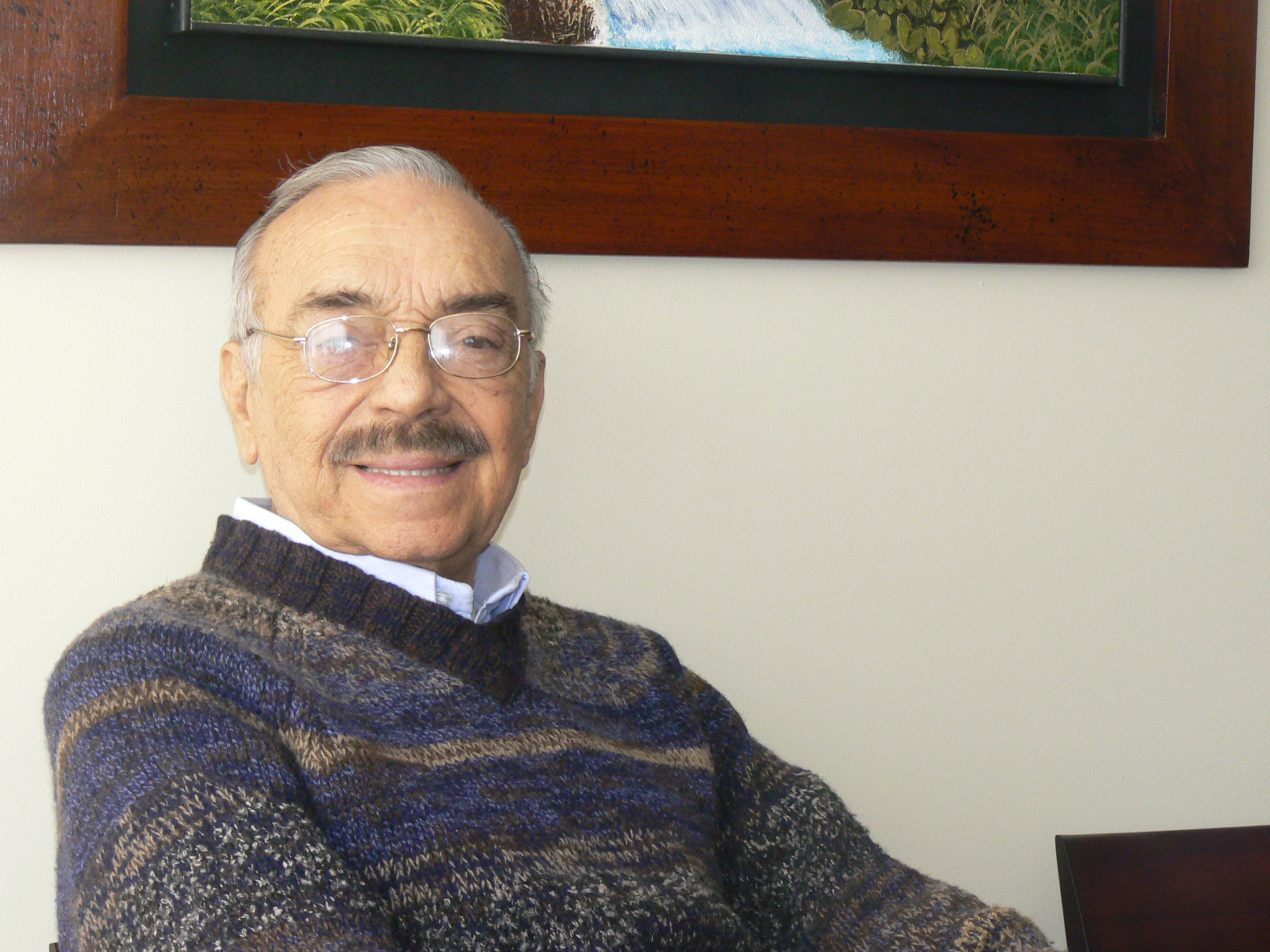
Jorge Villamil Cordovez

Jorge Villamil Cordovez (* 6. Juni 1929 in Neiva, Huila; † 28. Februar 2010 in Bogotá) war ein kolumbianischer Komponist.
Das Lebenswerk des zu den bedeutendsten Komponisten seines Landes zählenden Villamil Cordovez besteht aus weit über 200 Liedern. Dazu gehören etwa die Lieder „Me llevaras en ti“, „Espumas“, „Los Guaduales“ „Llamarada“ oder „Oropel“. Die Bandbreite seiner Werke erstreckt sich dabei in den kolumbianischen Musikgenres vom Porro bis zum Bolero. Für seine Kompositionen wurde er vielfach ausgezeichnet. Unter anderem erhielt er fünf goldene Schallplatten. Ferner war er Gründer und ehemaliger Vorsitzender der Sociedad de Autores y Compositores de Colombia (Sayco).
Villamil Cordovez, von Beruf eigentlich Arzt, war mit Olga Lucia Ospina verheiratet und hatte mit ihr zwei Kinder. Er verstarb am 28. Februar 2010 im Alter von 80 Jahren nach längerer Krankheit in seinem Haus.